# خلية الفوضى (الأردن)
خلية الفوضى أو خلية الأردن أو خلية الصواريخ هي خلية من الأردن استهدفت المساس بأمن الأردن وإثارة الفوضى داخل المملكة. تألفت الخلية من ما لا يقل عن 16 عنصرًا، وهي مرتبطة بجماعة الإخوان المسلمين. وفي 15 أبريل 2025 أعلن جهاز المخابرات الأردني إحباط مخططات الخلية واعتقال 16 عنصرًا.

## إعتقال عناصر الخلية
أعلن وزير الاتصال الحكومي الأردني الناطق الرسمي باسم الحكومة الدكتور محمد المومني في 15 أبريل 2025 عن اعتقال 16 عنصرًا في عدة قضايا استهدفت المساس بالأمن الوطني وإثارة الفوضى في الأردن. وفقًا للتحقيقات، شملت مخططات الخلية تصنيع صواريخ بأدوات محلية لغايات غير مشروعة وحيازة مواد متفجرة وإخفاء صاروخ مجهز للاستخدام. كما وُجّهت إلى الخلية تهمة تصنيع الطائرات المُسيّرة وتجنيد وتدريب عناصر بالأردن وبالخارج.
وفي اعترافات مصورة للمتهمين، اعترف عناصر الخلية بأنشطتهم غير القانونية، وأكّدوا ارتباطهم بجماعة الإخوان المسلمين. وخلال التحقيق قال أحد المتهمين عبد الله هشام أحمد عبد الرحمن، إن علاقاته بجماعة الإخوان بدأت عام 2002. وأضاف أنه في إطار تدريباتهم، زار عناصر الخلية لبنان أكثر من مرة لتعلم كيفية استخدام آلات الإنتاج والمخارط التي استخدموها لصناعة مواد مثل الصواريخ والمتفجرات التي كانوا يخططون لاستخدامها في الأردن، وكان التدريب في لبنان بأيدي عناصر فلسطينية.

## ردود الفعل

### الأردن
قال وزير الاتصال الحكومي محمد المومني بعد اعتقال عناصر الخلية إن المخابرات الأردنية اعتقلت جميع عناصر الخلية، وأضاف أن دائرة المخابرات تتابع الخلية منذ 2021. كما شدد على أن "تم ضبط كل ما يتعلق بهذه القضايا ولا يوجد ما يثير أي قلق".
وبعد أسبوع من إعلان الأردن عن إحباط مخططات الخلية، أعلن وزير الداخلية الأردني مازن الفراية حظر نشاطات جماعة الإخوان المسلمين وعدها جمعية غير قانونية.

### لبنان
بعد الكشف عن القضية، شدد جميع كبار السياسيين اللبنانيين على وقوفهم إلى جانب الأردن في كل ما يتعلق بالتحقيق. وأجرى الرئيس جوزاف عون ووزير الخارجية يوسف رجي كلاً منهما اتصالات هاتفية مع الملك عبد الله ووزير الخارجية الأردني أيمن الصفدي، للاطلاع على نتائج التحقيق في الخلية وللتأكيد على دعمهم الكامل للتعاون بين البلدين في هذه القضية. كما أجرى رئيس وزراء لبنان نواف سلام التصالًا هاتفيً بنظيره الأردني جعفر حسان، وأكّد أن بلاده ستتعاون مع أي تحقيق أو قرار أردني في الموضوع. وأضاف سلام أنه لن يسمح لأي منظمة أو مجموعة باستخدام الأراضي اللبنانية للتدريبات التي تهدف إلى الإضرار بدول أخرى.

### السلطة الفلسطينية
أدانت رئاسة السلطة الفلسطينية بشكل شديد أي مخططات إرهابية تهدف للمساس بأمن الشعب الأردني، وأكدت أن الأردن قادر على التصدي للإرهاب الداخلي. كما قالت إن "من يحاول استهداف الأردن وإضعافه إنما يستهدف فلسطين وإضعافها".

### الإخوان المسلمون
بعد أن تم الادعاء خلال التحقيقات بأن المتهمين كانت لهم علاقة واضحة مع جماعة الإخوان المسلمين، نشرت الجماعة بيانًا رسميًا نفت فيه بشكل قاطع أي صلة لها بالأحداث، مؤكدة أن المتهمين تصرفوا بشكل فردي ودون تنسيق مسبق معها، ولا تربطهم بها أي علاقة تنظيمية.